# Latte art

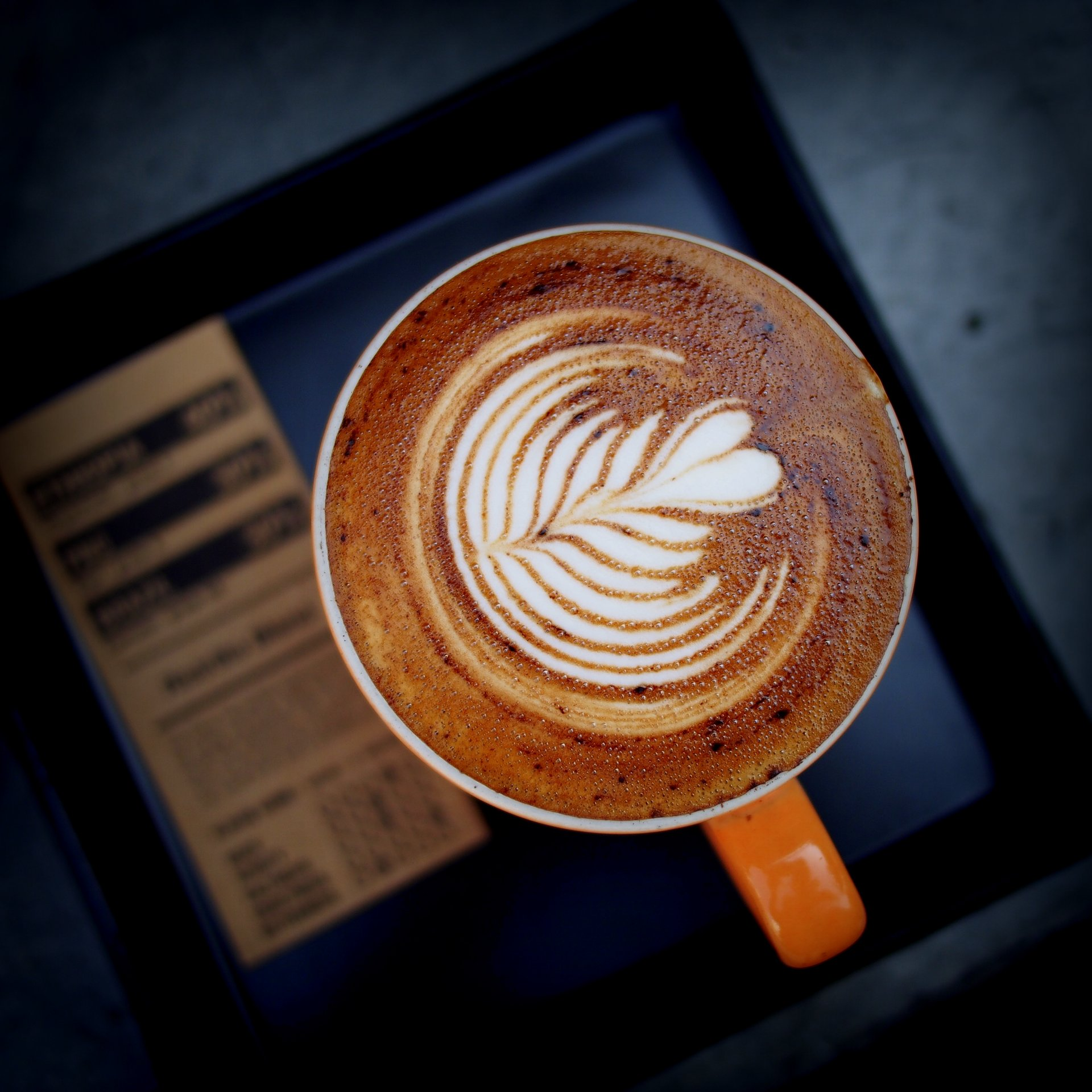
Cappuccino com um exemplo de "tulipa"

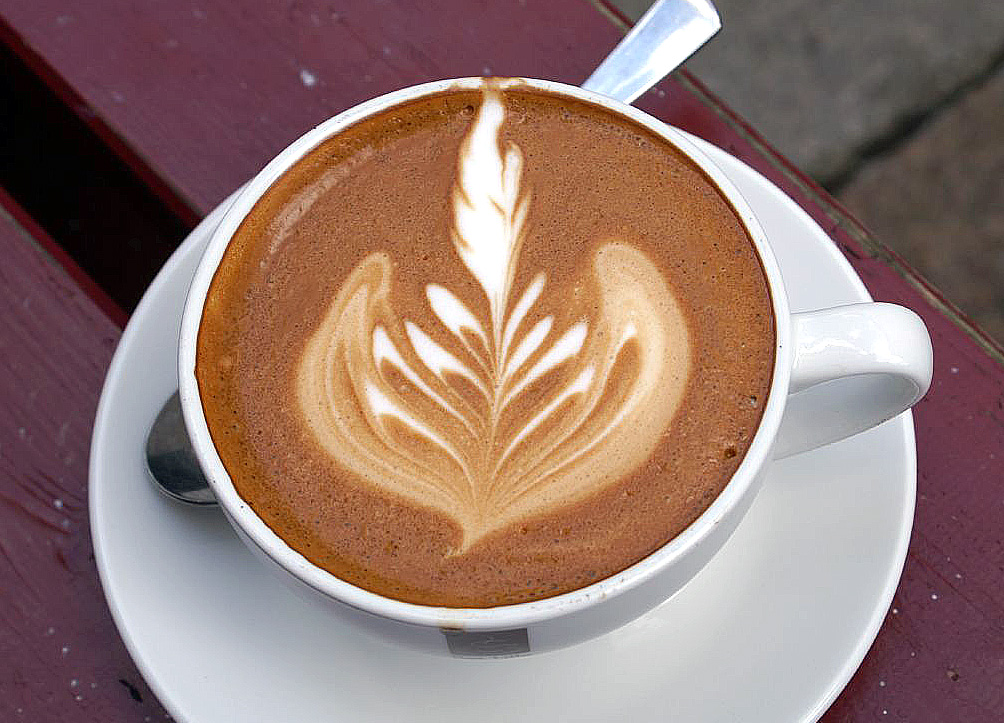
Desenho tradicional em latte art

Latte art é um método de preparação de café criado derramando microespuma em uma dose de café expresso e resultando em um padrão ou desenho na superfície do café com leite. Também pode ser criado ou embelezado simplesmente "desenhando" na camada superior de espuma. A arte com leite é particularmente difícil de criar de forma consistente, devido às condições exigentes exigidas tanto para a dose de café expresso quanto para o leite. Isso, por sua vez, é limitado pela experiência do barista e pela qualidade da máquina de café expresso. O termo também se aplica a outras bebidas que contenham espuma de leite, como cappuccino e chocolate quente.

## História

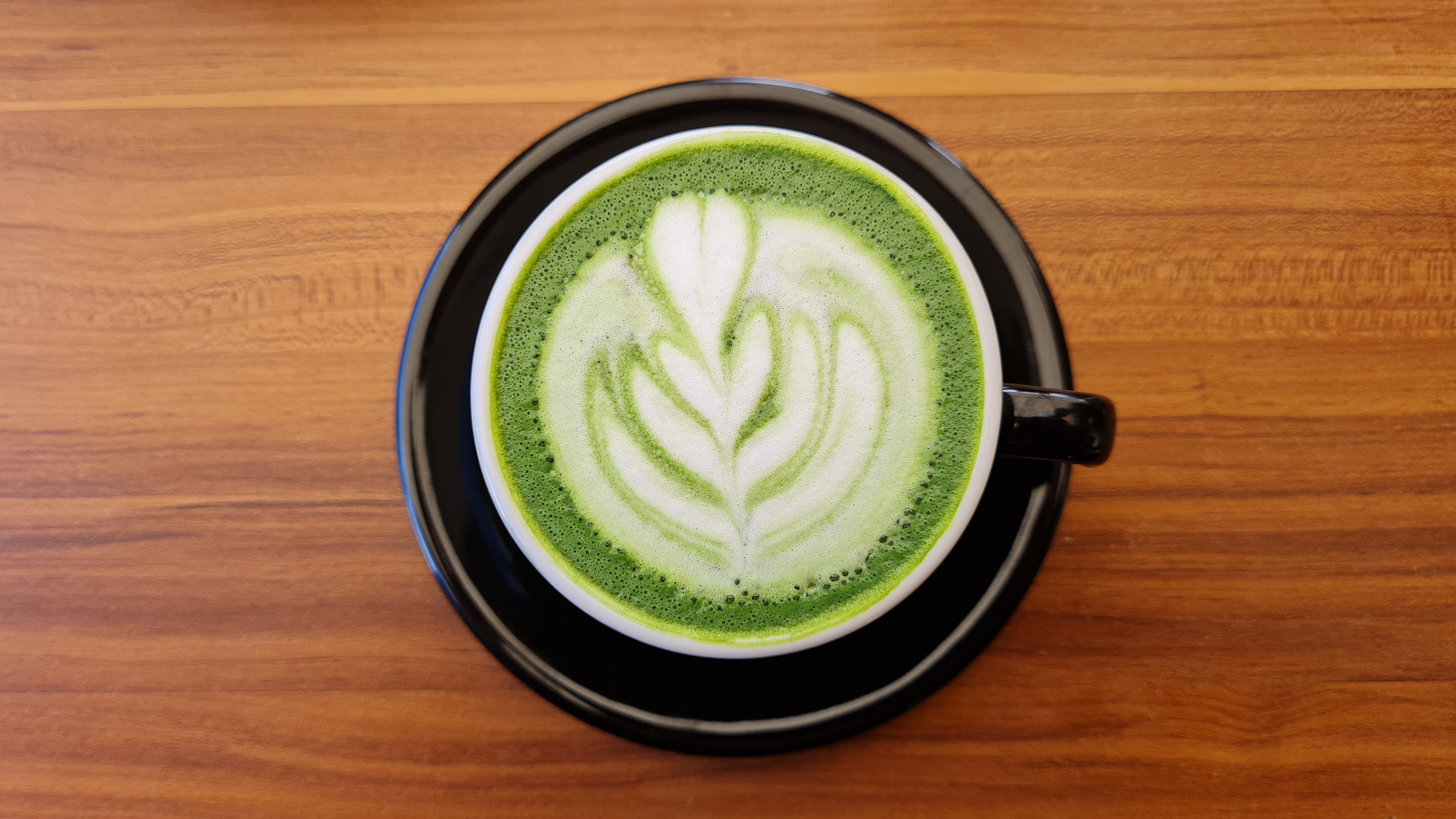
Latte art "Rosetta" feita em uma caneca de chá matcha.

A latte art desenvolveu-se de forma independente em diferentes países, seguindo a introdução do expresso e o desenvolvimento da microespuma, a combinação de crema (que é uma emulsão de óleo de café e café coado) e microespuma permitindo o padrão; presumivelmente foi desenvolvido inicialmente na Itália.
Nos Estados Unidos, a latte art foi desenvolvida em Seattle nas décadas de 1980 e 1990, e particularmente popularizada por David Schomer. Schomer credita o desenvolvimento da microespuma ("espuma de veludo" ou "textura de leite") a Jack Kelly, do Uptown espresso, em 1986, e em 1989 o padrão de coração foi estabelecido e uma assinatura no Espresso Vivace de Schomer. O padrão de roseta foi então desenvolvido por Schomer em 1992, recriando a técnica com base em uma fotografia que ele viu no Café Mateki na Itália. Schomer posteriormente popularizou a arte com leite em seu curso "Caffe Latte Art". Ao mesmo tempo Luigi Lupi da Itália conheceu Schomer na internet e eles trocaram vídeos que fizeram sobre Latteart e Cappuccini Decorati. Luigi Lupi envolveu-se e desenvolveu esta arte e inventou a Tulipa em Salonnico durante uma Exposição no stand do MUSETTI (2004).

## Química
Latte art é uma mistura de dois colóides: o crema, que é uma emulsão de óleo de café e café coado; e a microespuma, que é uma espuma de ar no leite. O leite em si é uma emulsão de gordura de manteiga em água, enquanto o café é uma mistura de sólidos de café em água. Nenhum desses colóides é estável - o creme se dissipa do expresso, enquanto a microespuma se separa em espuma mais seca e leite líquido - ambos se degradam significativamente em questão de segundos e, portanto, o latte art dura apenas brevemente.

## Técnica
Latte art requer primeiro a produção de café expresso com creme e microespuma e, em seguida, combiná-los para fazer latte art.
Antes que o leite seja adicionado, o shot de espresso deve ter uma superfície marrom cremosa, uma emulsão conhecida como crema. À medida que a espuma branca do leite sobe para encontrar a superfície vermelha/marrom da foto, um contraste é criado e o design emerge. À medida em que o leite é derramado, a espuma separa do líquido e sobe até o topo. Se a dose de leite e expresso estiver "na medida certa" e a jarra for movida durante o derramamento, a espuma subirá para criar um padrão na superfície. Alternativamente, um padrão pode ser gravado com um bastão após o leite ser derramado, em vez de durante o derramamento.
Existe alguma controvérsia dentro da comunidade cafeeira sobre se há ou não foco excessivo na arte latte entre os baristas. O argumento é que muito foco na aparência superficial de uma bebida leva alguns a ignorar questões mais importantes, como o sabor. Isso é especialmente relevante com novos baristas.